# 힙한 선생
《힙한 선생》은 2017년 8월 14일부터 2017년 8월 25일까지 네이버TV와 JTBC 온라인에서 공개되었으며, 2017년 10월 3일에 JTBC에서 방영된 웹드라마이다.

## 등장 인물

### 주요 인물
- 이주영 : 공슬기 역
- 유라 : 김유빈 역
- 안우연 : 이황 역
- 지조 : 마초킹 역
- 손종학 : 조희봉 역
- 문희경 : 맹모숙 역

### 그 외 인물
- 한별
- 박민수
- 김지성
- 서장현
- 이상원
- 마솔
- 황승현
- 신수호
- 김선희
- 심은주
- 해선
- 이혜림
- 류효정
- 남태현
- 이현준
- 송진희

### 특별출연
- 지투
- 쇼리 : 공슬기의 담임선생님 역
- 임현성 : 지석의 아버지 임현성 역
- 조재윤 : 장학사 역
- 홍윤화 : 방과 후 수업 요리반 강사 역
- 김민경 : 방과 후 수업 골프반 강사 역
- 정명훈 : 방과 후 수업 바둑반 강사 역
- 유병재 : 중국음식점 배달부 역
- 강지영